# Jeremy Allaire
Jeremy D. Allaire (nacido el 13 de mayo de 1971) es un tecnólogo y empresario de Internet nacido en Estados Unidos. Es consejero delegado y fundador de la empresa de moneda digital Circle y presidente del consejo de administración de Brightcove. Con su hermano JJ Allaire, cofundó Allaire Corporation en 1995. Allaire Corp. salió a bolsa con éxito en enero de 1999 y fue adquirida por Macromedia en 2001. Allaire ocupó el puesto de director de tecnología de Macromedia tras la adquisición y ayudó a desarrollar la plataforma Macromedia MX (un conjunto de herramientas y servidores de software destinados a posibilitar la creación de aplicaciones sofisticadas mediante Flash Player).
Allaire dejó Macromedia en febrero de 2003 para unirse a la empresa de capital riesgo General Catalyst Partners como tecnólogo y ejecutivo residente. En 2004, Allaire fundó Brightcove, una plataforma de vídeo en línea utilizada por muchos medios de comunicación y organizaciones de marketing de todo el mundo. Tras una exitosa salida a bolsa a principios de 2012, Allaire dejó de ser consejero delegado en 2013 y ahora es presidente del consejo de administración.
En octubre de 2013, Allaire anunció el lanzamiento de Circle una empresa de financiación al consumo basada en Internet que pretende llevar el poder y las ventajas del dinero digital, como el Bitcoin, a los consumidores en general.

## Primeros años y educación
Allaire fue educado en la tradición Montessori, de la que dice que "construyó en mí una creencia en la autodirección, en el pensamiento independiente, en la colaboración entre pares, en la responsabilidad".
En 1993, Allaire se licenció en Ciencias Políticas y Filosofía, con especialización en Economía, en el Macalester College. En Macalester, su compañero de habitación y amigo del instituto, que trabajaba en el grupo de informática del campus, instaló una conexión a Internet de alta velocidad en su dormitorio, lo que permitió a Allaire acceder a Internet y experimentar con ella en sus inicios.
Desde 1990 hasta su graduación, Allaire se obsesionó con Internet y con cómo podía aplicarse para transformar los sistemas de comunicaciones y medios de comunicación, así como con su impacto en los derechos humanos fundamentales, como la libertad de expresión. Fue uno de los primeros seguidores de la Electronic Frontier Foundation, y más tarde reclutó al fundador de la EFF, Mitch Kapor, para el consejo de administración de Allaire Corporation.
En 1992, Allaire fue autor de una propuesta política para la creación de una Red Nacional de Información, basada en la Red Nacional de Investigación y Educación (NREN, precursora de la Internet comercial), en la que proponía métodos para comercializar el acceso a los servicios de IP. El documento se presentó al Subcomité de Ciencia y Tecnología del Senado, presidido entonces por Al Gore.
En 1992 y 1993, con un amigo de la universidad, Allaire desarrolló una aplicación llamada "World News Report" que agregaba noticias y contenidos de listas de correo de fuentes de medios independientes en Internet, y proporcionaba una interfaz de navegación y búsqueda de texto completo para acceder al periodismo independiente en Internet, utilizando Apple Hypercard.
También mientras estaba en la universidad, Allaire creó NativeNet, que creó una plataforma descentralizada de comunicaciones y colaboración para las escuelas tribales de los nativos americanos del Medio Oeste, construida sobre UUCP, un primer protocolo de Internet para las comunicaciones distribuidas.
En Macalester, Allaire se volvió más activo políticamente, encontrando un interés particular en la política exterior de Estados Unidos y en las cuestiones globales de derechos humanos, incluyendo el impacto del colapso de la Unión Soviética, el ascenso de los regímenes capitalistas autoritarios en el este y las guerras de los Balcanes.
Al graduarse en Macalester, Allaire descubrió que Internet era "la pasión central" de su vida. En otoño de 1993, creó una empresa de consultoría de Internet, Global Internet Horizons, con el objetivo de ayudar a los editores de medios de comunicación y a los vendedores a entender y crear una presencia en la naciente World Wide Web.
En 1994-1996, Allaire colaboró con Noam Chomsky y su esposa, Carol, para desarrollar el primer archivo completo en línea de las obras políticas de Chomsky. Los puntos de vista socialistas libertarios y globalistas de Chomsky resonaron con Allaire.

### Corporación Allaire
A principios de 1994, Allaire se convenció de que la arquitectura de la Web podría alterar la forma de construir y distribuir el software, transformando el navegador de un sistema de navegación de documentos en un completo sistema operativo en línea para cualquier tipo de aplicación de software.
En 1995, Jeremy y su hermano J.J. Allaire, junto con un grupo de amigos cercanos de la universidad, fundaron Allaire Corporation, utilizando 18.000 dólares de los ahorros de J.J. El objetivo de Allaire Corporation era proporcionar herramientas de desarrollo web fáciles de usar.
Los hermanos inventaron ColdFusion, una plataforma de desarrollo rápido de aplicaciones web diseñada para conectar fácilmente páginas HTML sencillas a una base de datos utilizando su lenguaje de scripting asociado, ColdFusion Markup Language (CFML). ColdFusion se utilizó ampliamente, y empresas como Myspace, Target y Toys R Us (junto con millones de otros sitios web) confiaron en esta tecnología para desarrollar sus propiedades en línea.
Allaire Corporation creció rápidamente, pasando de tener unos ingresos de poco más de un millón de dólares en 1996 a 120 millones en 2000, llegando a tener más de 700 empleados con oficinas en Norteamérica, Europa, Asia y Australia. Además de su producto estrella, ColdFusion, Allaire lanzó HomeSite, que se convirtió en el editor de HTML para Windows más popular del mundo, y JRun, uno de los primeros y más extendidos servidores de aplicaciones Java.
Allaire también ayudó a ser pionera en las ideas fundacionales de la computación distribuida abierta, basada en objetos distribuidos ligeros a través de HTTP. En particular, la empresa desarrolló el Web Distributed Data Exchange (WDDX) en 1998, un formato de código abierto para utilizar HTTP para llamadas a procedimientos remotos sencillos, precursor de la adopción de REST y JSON para las API de software web.
Allaire Corporation salió a bolsa en enero de 1999 y fue adquirida por Macromedia en marzo de 2001 por 360 millones de dólares en una operación que incluía efectivo y acciones. Como resultado de esta adquisición, Jeremy Allaire se convirtió en el director de tecnología de Macromedia.

### Macromedia
Como director de tecnología de Macromedia, Allaire ayudó a desarrollar la plataforma Macromedia MX, un conjunto de herramientas de software y servidores para crear y desplegar aplicaciones de software interactivas y ricas en contenido en la web.
Tras la fusión entre Allaire y Macromedia, Allaire ayudó a dirigir la plataforma y la estrategia de producto de Macromedia, incluyendo la adición de capacidades a Flash Player (un lenguaje de ejecución más avanzado, conectividad de servicios web, un modelo de componentes) que le permitieron convertirse en una plataforma ampliamente utilizada para el software interactivo en la web.
Cuando Macromedia añadió funciones de reproducción de vídeo a Flash Player en marzo de 2002, Allaire se entusiasmó con la idea de que la distribución omnipresente de Flash Player en el 98% de los ordenadores del mundo, combinada con el crecimiento de la banda ancha y la adopción de WiFi, conduciría a una revolución de la publicación de vídeo en la Web. Inició un proyecto de producto interno en Macromedia con el nombre de código "Vista" que permitía capturar, cargar y publicar fácilmente vídeos en cualquier sitio web, blog o mensaje instantáneo. Cuando Macromedia decidió no continuar con el proyecto, Allaire dejó la empresa.

### Catalizador general
En febrero de 2003, Allaire se convirtió en tecnólogo y ejecutivo residente en la empresa de capital riesgo General Catalyst Partners. En General Catalyst Partners, se centró en la identificación de oportunidades de inversión en medios de comunicación de banda ancha, contenidos móviles, identidad y seguridad en Internet y otras tecnologías de Internet.
En General Catalyst, Allaire comenzó a incubar Brightcove, que originalmente operaba en secreto como Video Marketplace, Inc. o Vidmark, y dejó General Catalyst en 2004 para lanzar esta nueva empresa.

### Brightcove
En 2004, Allaire fundó Brightcove, una plataforma de vídeo en línea que distribuye contenidos de vídeo a través de dispositivos.
Brightcove presentó su oferta pública inicial en 2012 con una valoración de unos 290 millones de dólares. Allaire dejó de ser consejero delegado de Brightcove en el segundo trimestre de 2013 para ejercer de presidente del consejo de administración.

### Círcle
En octubre de 2013, Allaire lanzó Circle, una empresa de moneda digital que pretende llevar el dinero digital como el Bitcoin a la corriente principal, con 9 millones de dólares en financiación de serie A de Jim Breyer, Accel Partners y General Catalyst Partners.
Circle cerró una serie B adicional de 17 millones de dólares en marzo de 2014 en una ronda liderada por Breyer Capital, Accel Partners, General Catalyst Partners y Oak Investment Partners. La empresa anunció simultáneamente el lanzamiento de su producto a un público limitado.
Allaire ha dicho sobre Circle y Bitcoin: "Queremos que esto sea tan fácil de usar como Gmail, Skype y otros servicios de consumo en Internet hoy en día". La empresa ha recibido más de 135 millones de dólares en capital riesgo en cuatro rondas de inversión entre 2013 y 2016, incluidos 50 millones de dólares liderados por Goldman Sachs.
En julio de 2021, Allaire anunció que Circle saldría a bolsa en una oferta pública inicial de 4.500 millones de dólares.